# 德拉卡島
德拉卡島（英語：DeLaca Island）是南極洲的島嶼，位於昂韋爾島西南岸，處於波拿巴角以西1.5公里，由美國南極名稱諮詢委員命名，現時由南極條約體系管理。